# Cầu Lộc
Cầu Lộc là một xã thuộc huyện Hậu Lộc, tỉnh Thanh Hóa, Việt Nam.

## Địa lý
Xã Cầu Lộc nằm ở phía bắc của huyện Hậu Lộc, thuộc hữu ngạn sông Lèn, có vị trí địa lý:
- Phía đông giáp các xã Phong Lộc và Tuy Lộc
- Phía nam giáp thị trấn Hậu Lộc và các xã Tuy Lộc, Lộc Sơn, Thành Lộc
- Phía tây giáp các xã Thành Lộc và Đồng Lộc
- Phía bắc giáp huyện Hà Trung.

Xã Cầu Lộc có diện tích 6,60 km².
Dân số của xã Cầu Lộc:
- Theo Tổng điều tra dân số năm 1999: 8.007 người[1].
- Theo Tổng điều tra dân số năm 2009: 7.151 người với 1.726 hộ gia đình, gồm 3.557 nam và 3.594 nữ[2].

## Lịch sử
Xã Cầu Lộc vào thời Nguyễn là xã Chi Nê, tên Nôm là Kẻ Năn, thuộc tổng Chi Nê, gồm các làng: Thiều Xá, Đông Thôn, Cầu Thôn; sau năm 1945 thuộc xã Đông Thành. Từ năm 1954, xã Cầu Lộc được chia tách từ xã Đông Thành.
Trước năm 2017, xã Cầu Lộc gồm các thôn: Cầu Hòa, Cầu Thành, Cầu Thọ, Đông Sơn, Đông Tân, Đông Thành, Đông Thịnh, Thiều Hưng, Thiều Huy, Thiều Quang, Thiều Trung, Thiều Văn.
Từ tháng 12 năm 2017, sáp nhập các thôn thuộc xã Cầu Lộc gồm 5 thôn:
1. Thôn Thiều Xá 1: 1.870 người
2. Thôn Thiều Xá 2: 1.415 người
3. Thôn Đông Thôn 1: 1.152 người
4. Thôn Đông Thôn 2: 1.147 người
5. Thôn Cầu Thôn: 1.929 người.

Từ xa xưa trên địa bàn xã này có tuyến kênh Nhà Lê nối từ  kinh đô Hoa Lư đến Đèo Ngang đi qua, là tuyến đường thủy đầu tiên trong lịch sử Việt Nam và được coi là tuyến đường Hồ Chí Minh trên sông vì những đóng góp cho các cuộc chiến tranh của người Việt (hiện là một đoạn của sông Lèn theo tên gọi địa phương).

## Hành chính
Xã được chia thành 5 thôn: Cầu Thôn, Đông Thôn 1, Đông Thôn 2, Thiều Xá 1, Thiều Xá 2.